# St. Sebastian (Bickenriede)

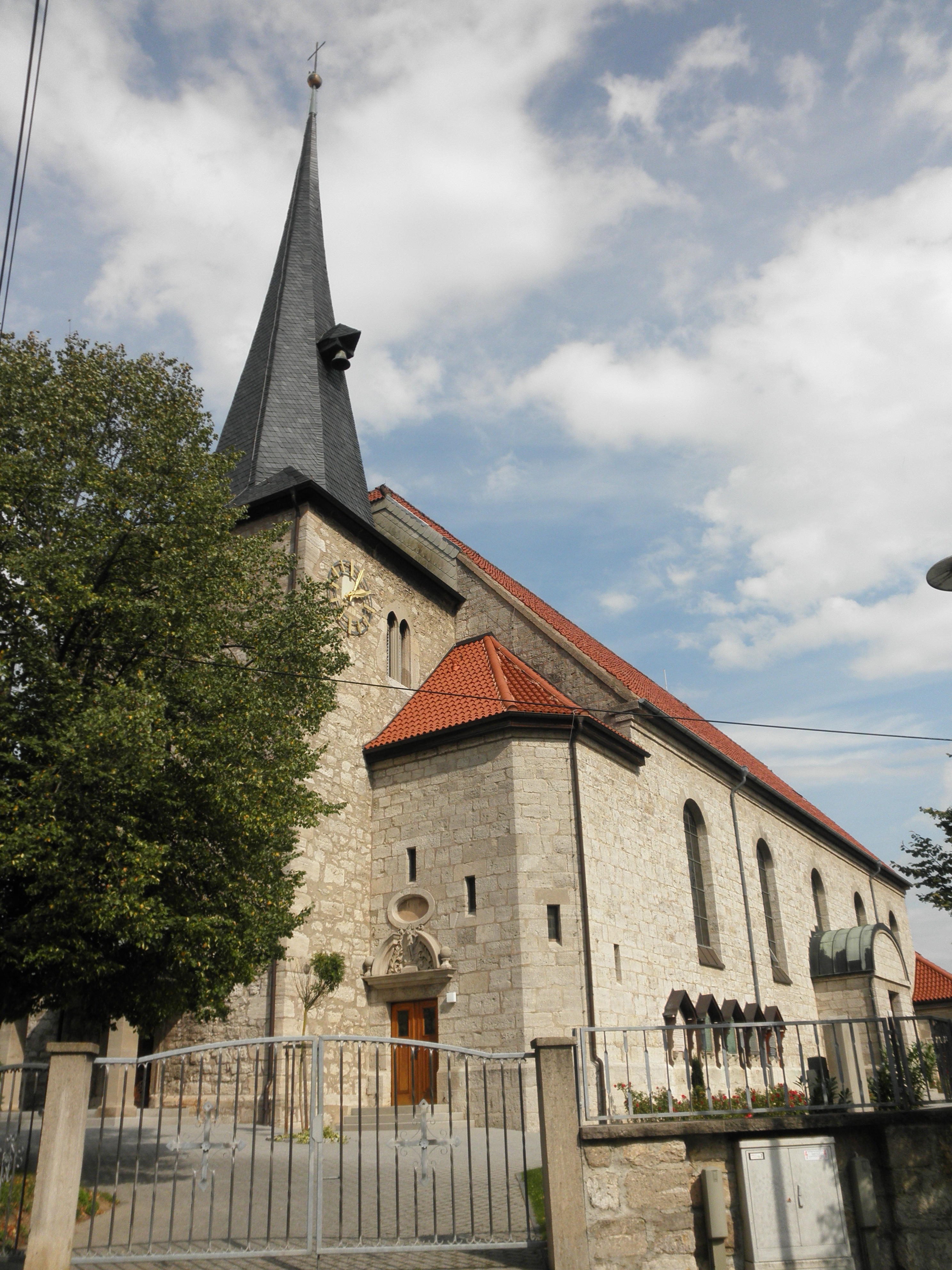
Römisch-katholische Kirche St. Sebastian in Bickenriede

Die römisch-katholische Filialkirche St. Sebastian steht in Bickenriede im thüringischen Landkreis Eichsfeld. Sie ist Filialkirche der Pfarrei St. Georg und Juliana Küllstedt im Dekanat Dingelstädt des Bistums Erfurt. Sie trägt das Patrozinium des heiligen Sebastian.

## Geschichte

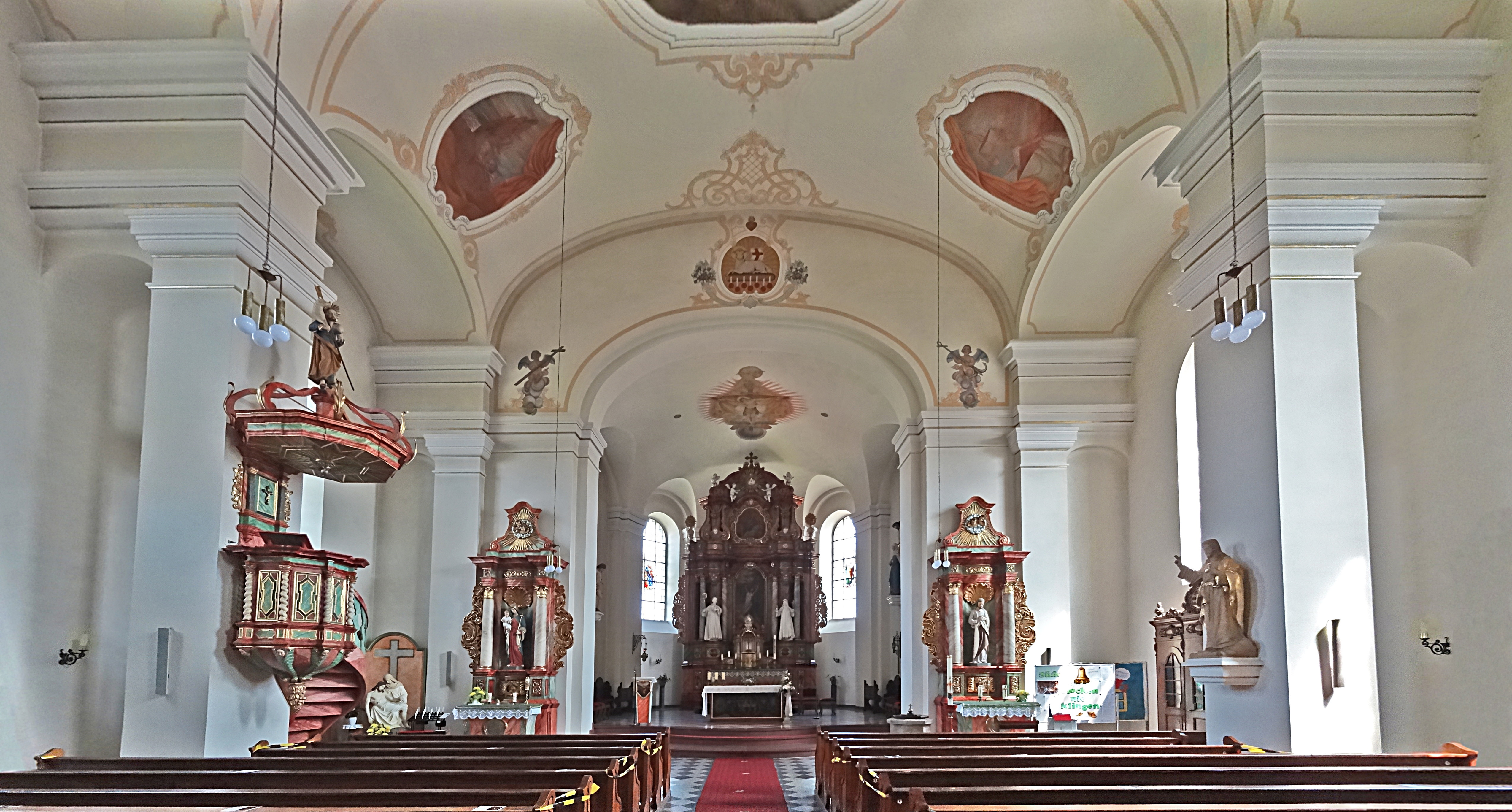
Innenansicht

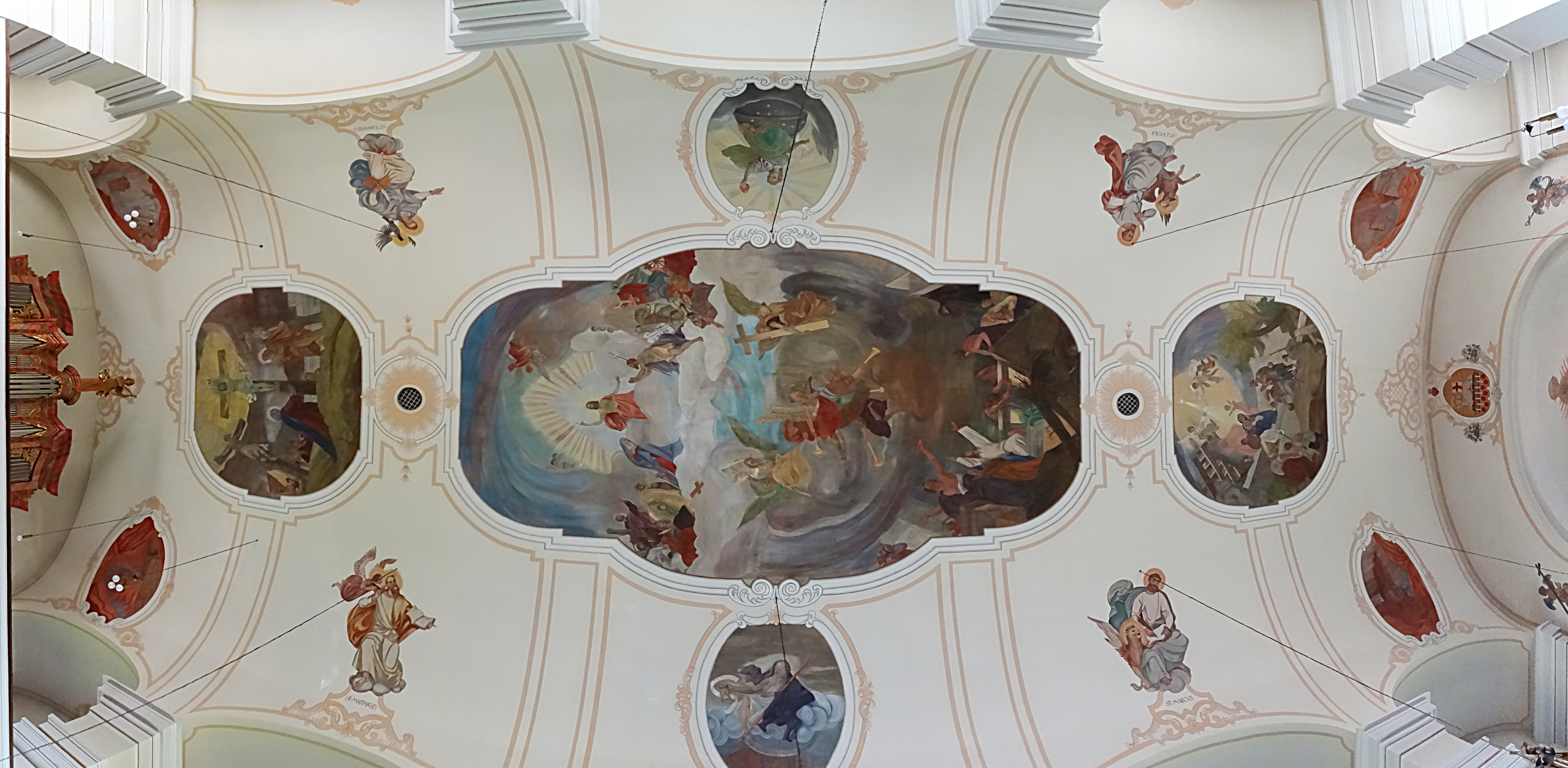
Deckengemälde

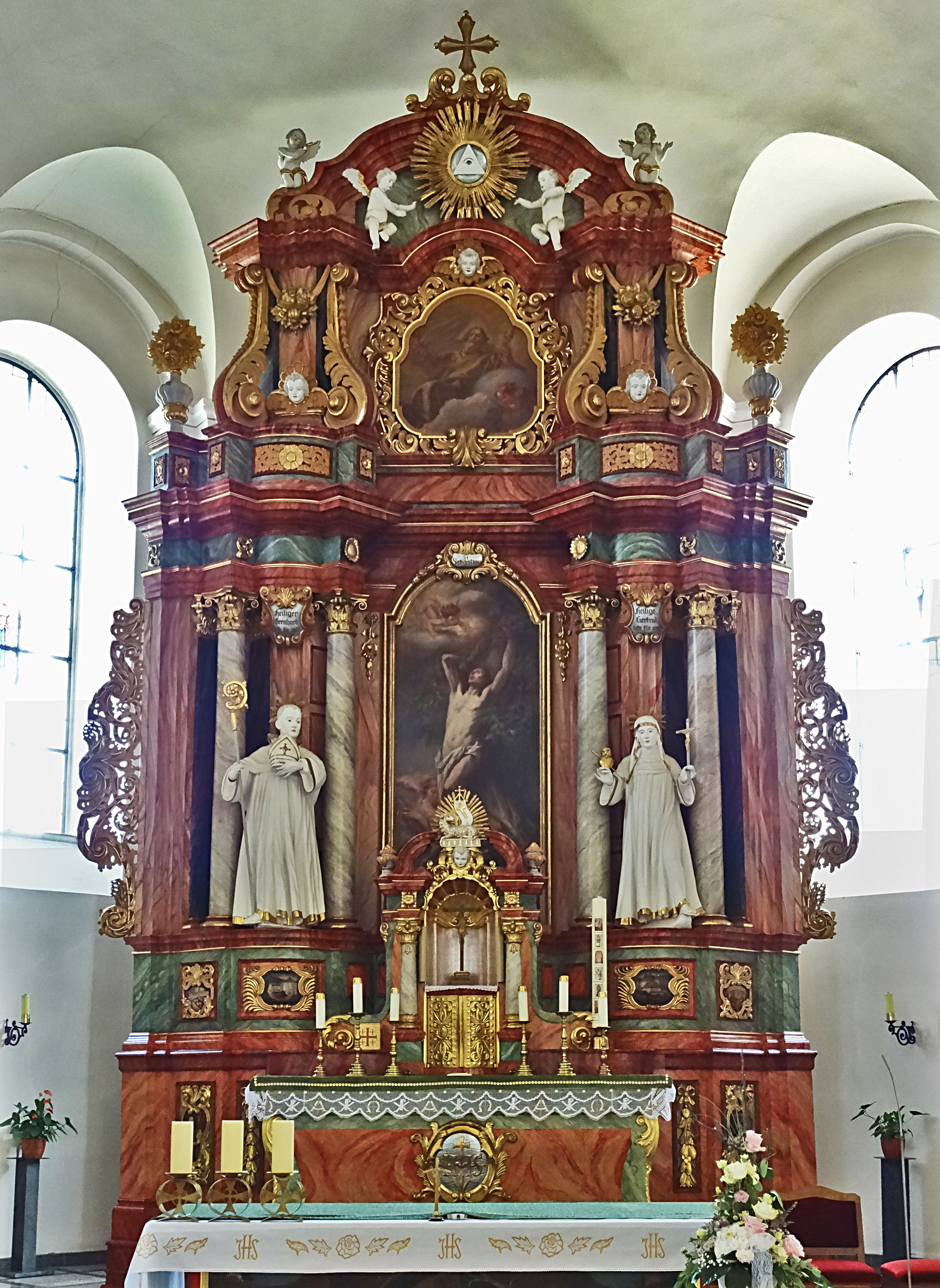
Hochaltar

Der Vorgängerbau ist von 1499 bis 1502 errichtet worden. Der Turm wurde wiederholt  beschädigt, 1712 durch einen Brand, 1720 und 1776 durch Blitzeinschläge. 1730 bis 1735 erfolgte eine Renovierung der Kirche.
Die Grundsteinlegung für die heutige Kirche erfolgte am 18. April 1920, nachdem die Vorgängerkirche zu klein und baufällig geworden war. Die Planungen und die Geldbeschaffung begannen 1876. Die Entwürfe stammten von dem Münchner Architekten Anton Wagner. Das Richtfest fand am 21. November 1920 statt. Am 9. Oktober 1921 wurde die neue Kirche durch den Bischöfliche Kommissarius Hermann Osburg benediziert. Die Konsekration der Kirche erfolgte am 25. August 1924 durch Weihbischof Heinrich Haehling von Lanzenauer. Mit der Ausmalung durch die Kunstmaler Johann Baumann und Norbert Krohmer wurde die Errichtung der Kirche 1932 beendet.
Die 1999 durchgeführte Sanierung wurde von der Deutschen Stiftung Denkmalschutz bezuschusst.

## Gebäude
Der Kirchenraum ist mit einer gedrückten Stichkappentonne gedeckt, von der die ebenfalls gedrückte Tonnengewölbe zwischen den mächtige Pfeilern entlang der der Längswände ab gehen. Die tonnengewölbten Durchgänge hinter diesen Pfeilern sind über einen meter Niedriger. Dadurch ist St. Sebastian ein Zwischending von Wandpfeiler- und Hallenkirche.

## Orgel
In der Vorgängerkirche gab es 1804 eine Orgel von Simon Frankenberg aus Dingelstädt und ab 1853 von Johann Friedrich Große aus Mühlhausen.

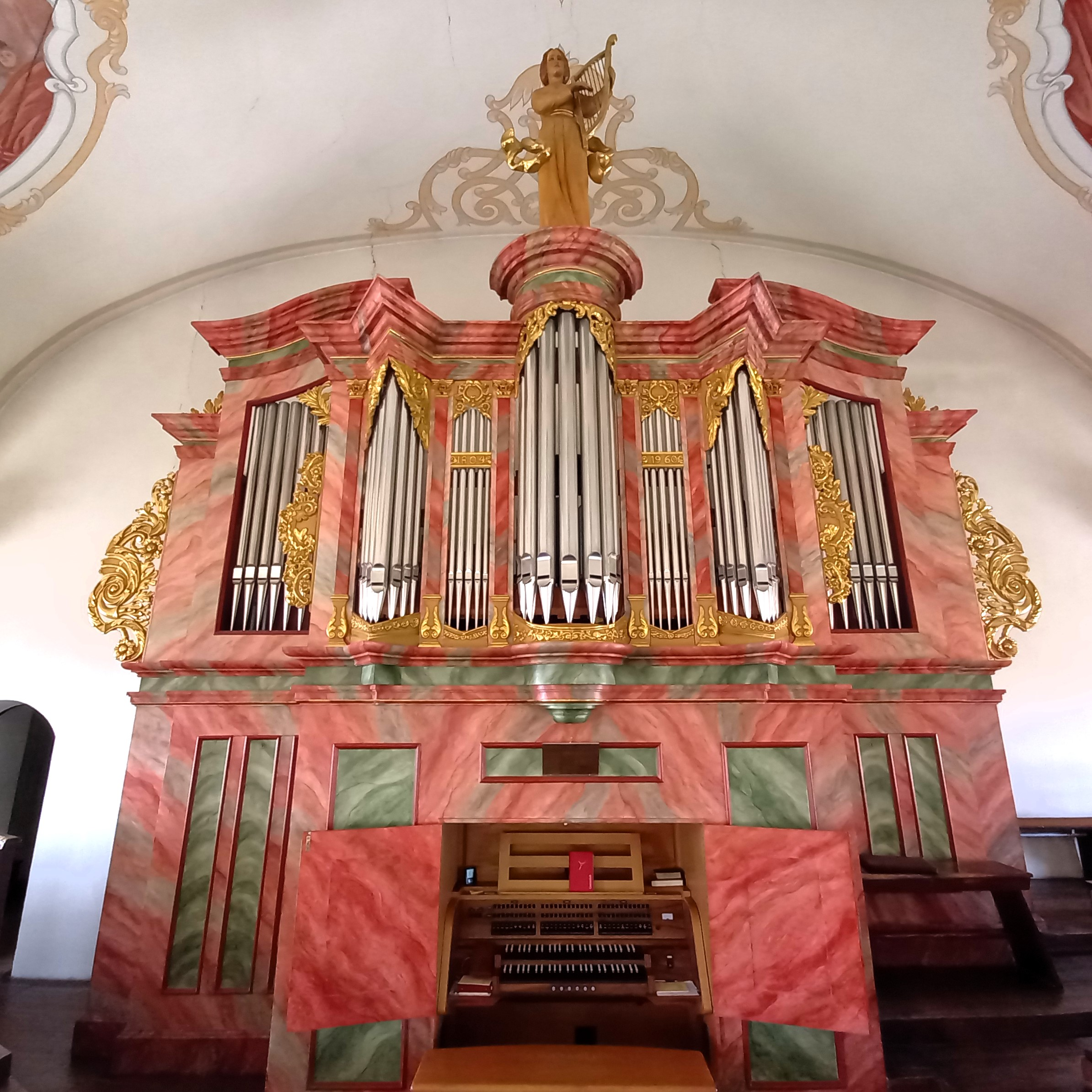
Helfenbein-Orgel

Die heutige Orgel wurde 1948 von Wiegand Helfenbein gebaut. Sie hat 29 Register, verteilt auf zwei Manuale und Pedal. Der Mittelteil des Gehäuses stammt noch von der Vorgängerorgel von 1804. Register- und Tontraktur sind elektropneumatisch, ursprünglich war sie pneumatisch. 1960 erfolgte eine neobarocke Umdisponierung durch Gerhard Kühn. 2001 wurden im Zuge einer erneuten Sanierung durch Karl Brode aus Heiligenstadt die Traktur auf elektropneumatisch umgestellt und ein neuer Spieltisch sowie ein Schwellkasten ergänzt. Die Disposition lautet wie folgt:
| I Hauptwerk C–f3 |       |
| Quintatön        | 16′   |
| Prinzipal        | 8′    |
| Flöte            | 8′    |
| Gamba            | 8′    |
| Oktave           | 4′    |
| Rohrflöte        | 4′    |
| Quinte           | 2 ⁄3′ |
| Oktave           | 2′    |
| Mixtur IV        | 1 ⁄3′ |
| Cymbel II        |       |
| Trompete         | 8′    |

| II Schwellwerk C–f3 |       |
| Holzprinzipal       | 8′    |
| Gedackt             | 8′    |
| Salicional          | 8′    |
| Prinzipal           | 4′    |
| Blockflöte          | 4′    |
| Nachthorn           | 2′    |
| Quinte              | 1 ⁄3′ |
| Sifflöte            | 1′    |
| Sesquialtera II     | 2 ⁄3′ |
| Scharff III-V       | 1′    |
| Krummhorn           | 8′    |
| Tremulant           |       |

| Pedal C–d1    |     |
| Violon        | 16′ |
| Subbaß        | 16′ |
| Oktavbaß      | 8′  |
| Flötenbaß     | 8′  |
| Choralbaß     | 4′  |
| Bauernflöte   | 2′  |
| Rauschbaß III |     |
| Posaune       | 16′ |

- Koppel: II/I, I/P, II/P
- Spielhilfen: 2 freie Kombinationen, Organo Pleno, Tutti, Zungeneinzelabsteller